# Montezuma (Géorgie)
Pour les articles homonymes, voir Montezuma.
Montezuma est une ville américaine située dans le comté de Macon, en Géorgie. Selon le recensement de 2020, sa population est de 3 047 habitants.

## Personnalités liées
- Octavia Rogers Albert,
- Jim Colzie (en),
- J. Griffen Greene (en),
- Roquan Smith,